# Stenolophus californica
Stenolophus californica är en skalbaggsart som beskrevs av Pierre François Marie Auguste Dejean. Stenolophus californica ingår i släktet Stenolophus och familjen jordlöpare. Inga underarter finns listade i Catalogue of Life.